# Toepolev Tu-95
De Toepolev Tu-95 (Russisch: Туполев Tу-95) (NAVO-codenaam: Bear) is een viermotorige strategische bommenwerper van de toenmalige Sovjet-Unie. Verschillende varianten van het toestel zijn nog steeds in gebruik in Rusland. Het toestel wordt aangedreven door vier Koeznetsov turboprop-motoren met contraroterende propellers en het is tot op heden de enige turbopropbommenwerper in actieve dienst. De marineversie staat bekend als Toepolev Tu-142.

## In het kort

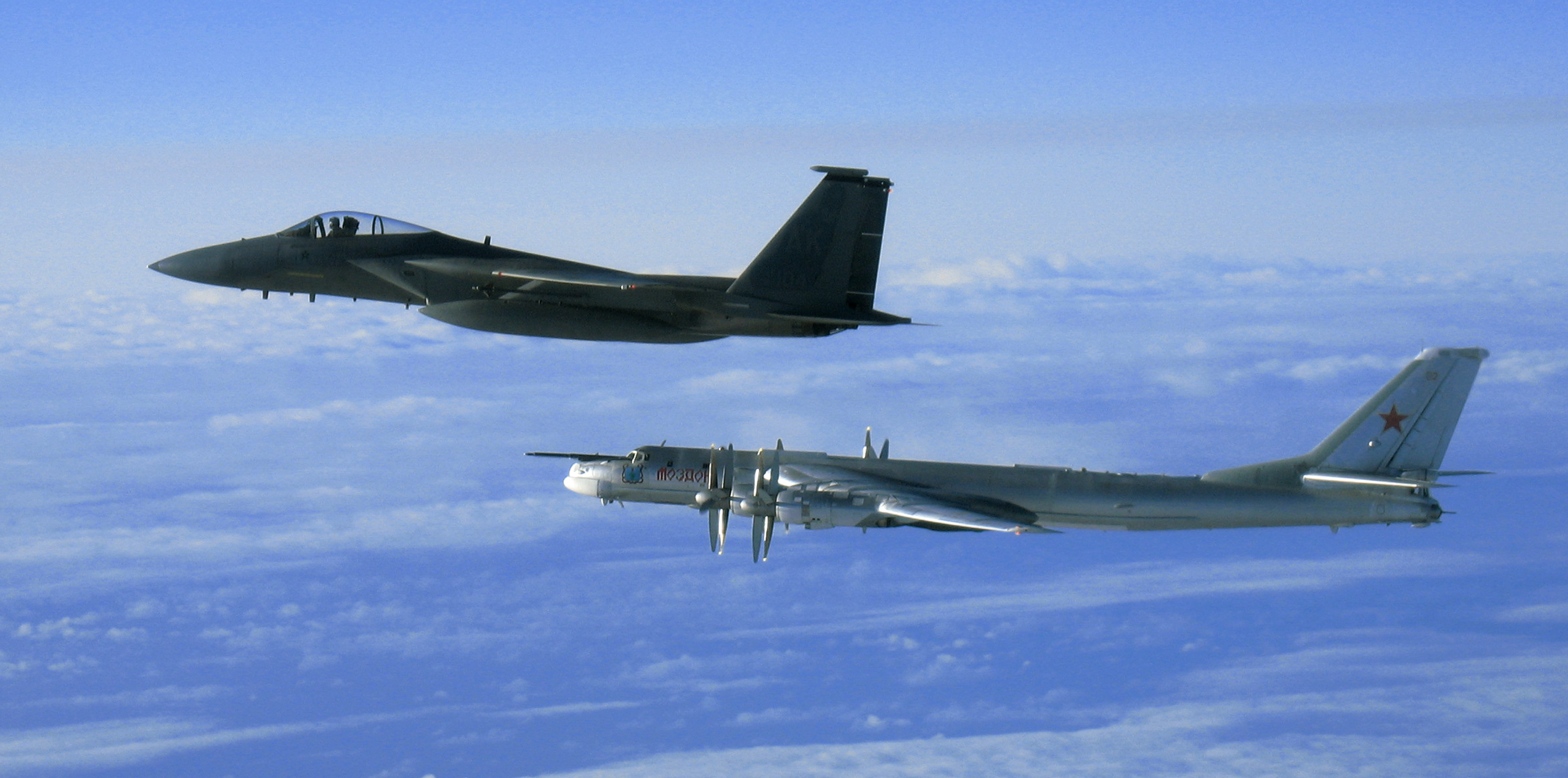
een McDonnell Douglas F-15C Eagle escorteert een Toepolev Tu-95 bij Alaska (USA), 28 September 2006

De Tu-95 stond bij de westerse inlichtingendiensten lange tijd bekend als Tu-20 maar dit was slechts de testaanduiding van het Toepolev-ontwerpbureau. Toen het toestel door de verschillende eskaders in gebruik werd genomen stond het al bekend als de Tu-95. Mede doordat de naam Tu-20 reeds in diverse westerse documenten was vastgelegd bleef het toestel in het westen lange tijd bekend onder zijn testnaam. Na de Koude Oorlog raakte de naam Tu-95 of Bear meer en meer ingeburgerd.
Net als zijn Amerikaanse tegenhanger, de B-52 Stratofortress, heeft de TU-95 in 50 jaar actieve dienst al vele andere bommenwerpers zien komen en gaan. De Bear bleek echter steeds weer voor nieuwe doeleinden te moderniseren en om te bouwen. Het toestel was oorspronkelijk bedoeld als atoombommenwerper, maar is later aangepast voor het lanceren van kruisvluchtwapens, het afwerpen van conventionele bommen, als AWACS-platform (Tu-126), marine verkenningsvliegtuig (Tu-142) en er is ook een civiele passagiersversie gebouwd.
Tot op de dag van vandaag wordt het toestel gebruikt om de Westerse luchtverdediging te laten merken dat Rusland zijn militair vermogen tot op grote afstand kan laten gelden. Regelmatig verschijnt een Tu-95 aan de randen van het Amerikaanse of Europese luchtruim.

## Geschiedenis
De ontwikkeling van de Tu-95 begon in de jaren vijftig, toen bleek dat de bommenwerper waar de Sovjet-Unie op dat moment over beschikte, de Toepolev Tu-4, niet meer aan de gestelde eisen voldeed. Op 11 juli 1951 kon Toepolev aan de ontwikkeling van het nieuwe toestel beginnen. Een prototype vloog voor het eerst op 12 november 1952 en de serieproductie kon worden gestart in januari 1956. Aanvankelijk zag het United States Department of Defense weinig dreiging uitgaan van het toestel; het zou een te kleine actieradius hebben om de Verenigde Staten te kunnen bereiken. De topsnelheid van 644 km/h bood ook weinig reden tot ongerustheid dacht men. Later werden deze cijfers enkele malen bijgesteld nadat gebleken was dat de prestaties van de Tu-95 veel hoger lagen dan men had ingeschat.

## Geluidsniveau

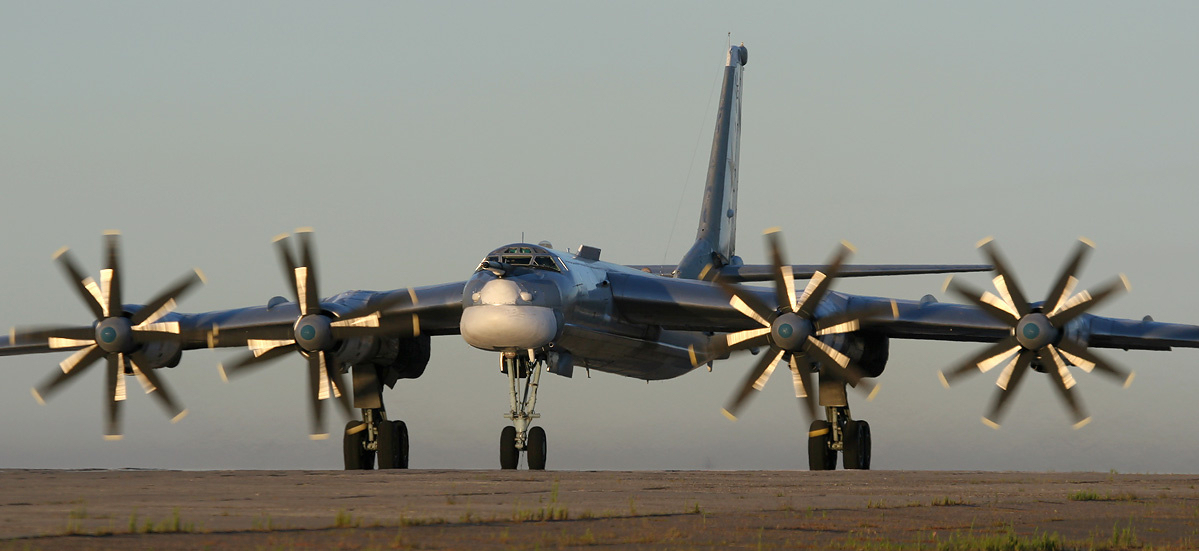

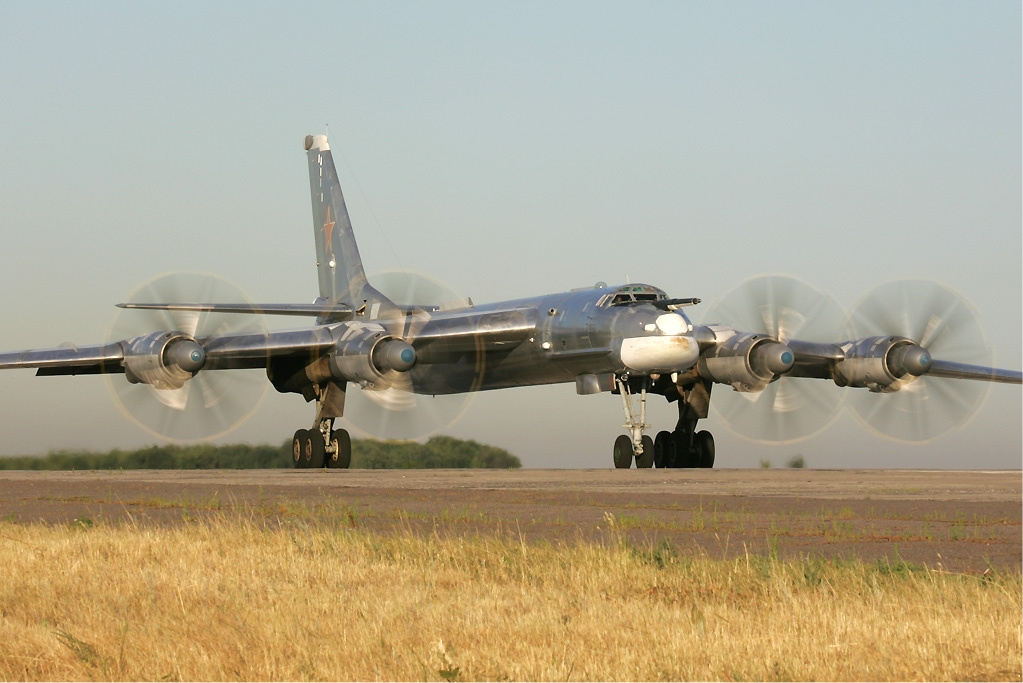

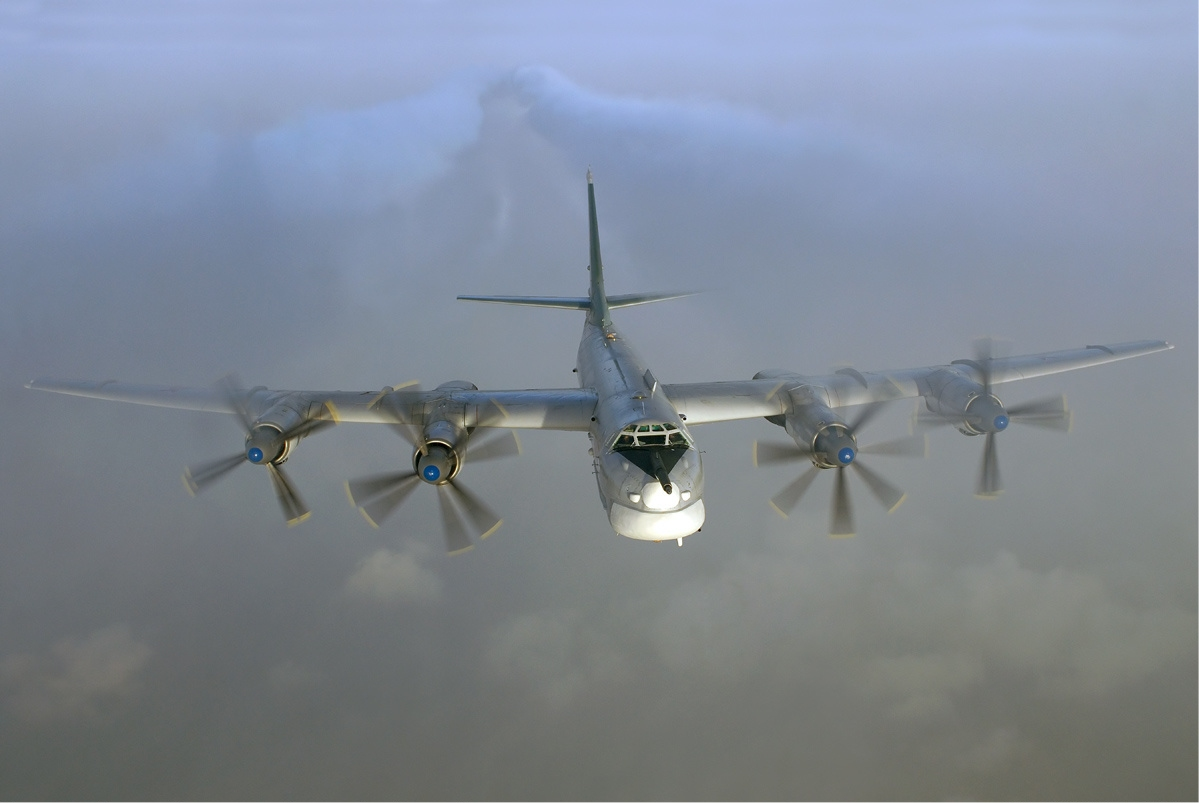

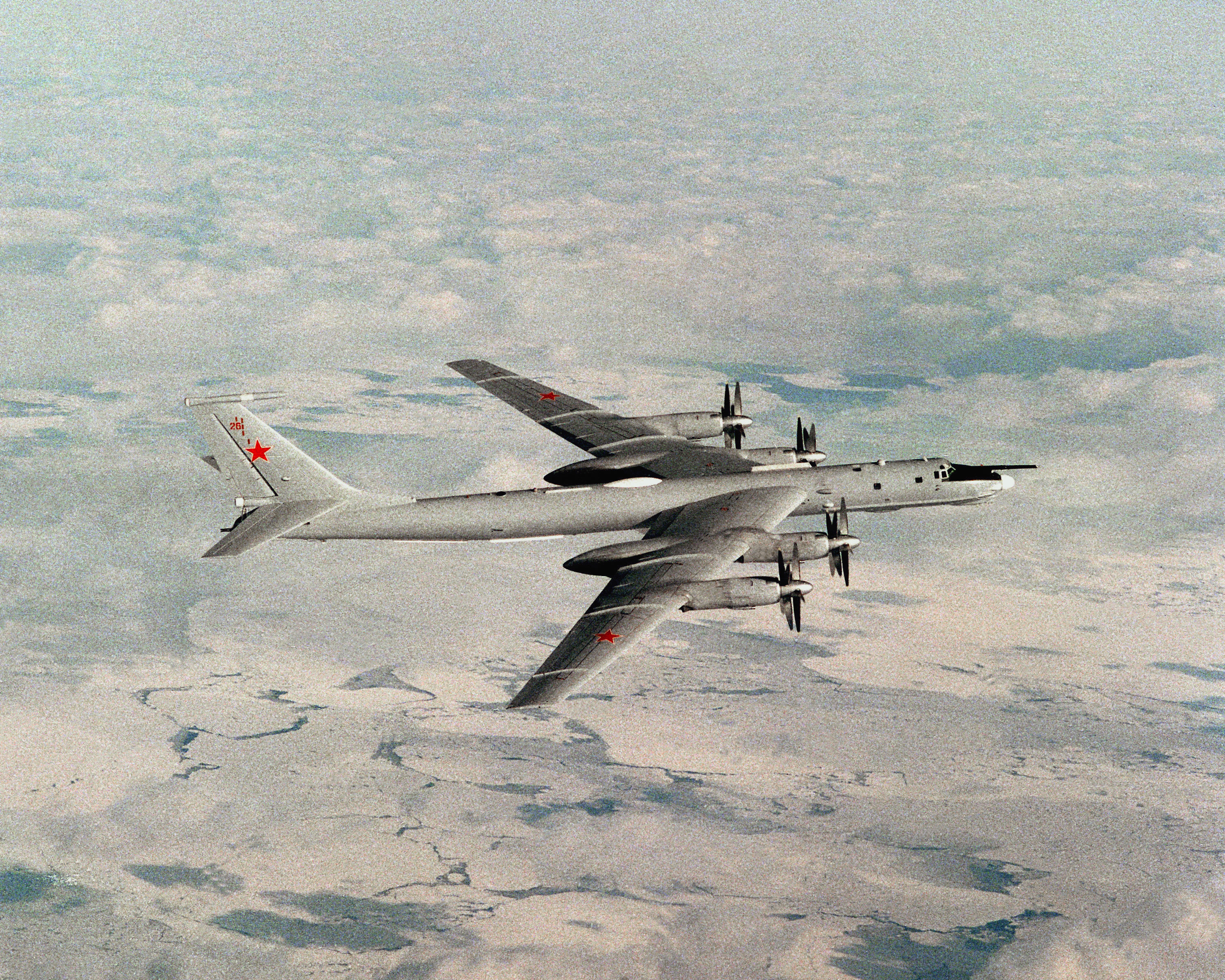

Tekening Tu-95.

De Tu-95 staat bekend als een van de lawaaiigste vliegtuigen ooit. Onderzeebootbemanningen konden het toestel waarnemen met hun hydrofoon. Het enorme lawaai, veroorzaakt door de contraroterende propellers maakte het toestel ongeschikt voor onderzeebootbestrijding.

## Inzet
De hoge snelheid en grootte van het toestel leidden ertoe dat het slechts beperkt manoeuvreerbaar was, zeker in vergelijking met de westerse straaljagers. Dit maakte het mogelijk dat deze jagers het toestel tot op zeer geringe afstand konden naderen, en er zelfs onofficieel gecommuniceerd kon worden tussen de westerse en de Sovjet-piloten. Een verhaal van een RAF-piloot:

Op een dag, tijdens een missie was er wat tijd om te 'spelen' met de bemanning van een passerende Tu-95. Om te voorkomen dat de bemanning naar ons zou zwaaien had de KGB een agent aan boord van het toestel geplaatst. Sommige Bear-varianten hadden een kruipruimte tussen de cockpit en de verblijfsruimte van de staartschutter, een lange, onprettige tunnel vol met obstakels. Na een tijdje ontdekten we dat we door afwisselend voor en achter de Tu-95 te gaan vliegen de KGB-agent zover kregen dat hij steeds heen-en-weer door de kruipruimte kroop om te voorkomen dat de bemanning naar ons zwaaide.
— Onbekende RAF piloten, op Warbirds

Van Amerikaanse kant zijn ook dergelijke verhalen bekend. Sommige Amerikaanse piloten beweren zelfs de laatste versie van Playboy aan de bemanning van een Tu-95 te hebben laten zien. Deze verhalen kunnen echter niet worden bevestigd.
Op 21 augustus 2007 werd een TU-95 door twee RAF Eurofighters onderschept vlak voordat deze het Britse luchtruim binnen zou gaan.
Het toestel keerde terug zonder daadwerkelijk het Britse luchtruim binnen te zijn geweest.
Vlak voor deze gebeurtenis, op 20 augustus 2007, maakte president Poetin officieel bekend dat Rusland na vijftien jaar tijd weer bommenwerpers, waarbij ook toestellen met de mogelijkheid tot het vervoeren van een atoombom, op patrouille stuurt. Reden hiervoor is, volgens de president, dat Rusland beschermd dient te worden tegen de dreiging van andere landen. Hij zou daarmee vooral doelen op de Verenigde Staten, die voor Rusland een dreiging vormen met hun langeafstandsmissies. Ook werden door Rusland veertien bommenwerpers ingezet voor gezamenlijke oefeningen met China boven het Oeralgebergte.
Belgische F-16's komen sinds 2006, samen met Deense en Britse toestellen, met regelmaat in actie om Russische TU-95's te onderscheppen boven de Oostzee, de Noordzee en de Baltische Staten.
Nederlandse F-16's van de Quick Reaction Alert van de Koninklijke Luchtmacht komen sinds 2010, samen met Deense en Britse toestellen, met enige regelmaat in actie om Russische TU-95's te onderscheppen boven de Noordzee.
Rusland heeft de Toepolev Tu-95 ingezet in de Russische invasie van Oekraïne sinds 2022 om vanop een afstand lucht-grondraketten te lanceren.
Tijdens Operatie Spinnenweb op 1 juni 2025 werd er minstens een Tu-95MS vernietigd.

## De toekomst
De meeste Tu-95's die op dit moment in dienst van de Russische luchtmacht zijn, zijn begin jaren 90 gebouwd. Ze zijn van het Type Tu-95MS. Dit toestel wordt nog steeds gemoderniseerd; men is nu bezig het primaire lucht-grondwapen van de Tu-95, de Ch-55, te vervangen. Mede door deze- en andere updates is de verwachting dat het toestel nog wel tien tot vijftien jaar mee kan.

## Varianten
In de loop der jaren zijn er vele verschillende varianten van de Tu-95 verschenen, waaronder:
- Tu-95/1 - Prototype N° 1.
- Tu-95/2 - Prototype N° 2.
- Tu-95K - Experimentele versie om de MiG-19-SM-20 te lanceren op grote hoogte.
- Tu-95M-55 - Raketvervoerder, om langeafstandsraketten te vervoeren door de Sovjet-Unie.
- Tu-96 - Hogesnelheidsbommenwerper, nooit gebouwd.
- Tu-116 - VIP-Transportversie, twee exemplaren gebouwd.
- Tu-119 - Testtoestel voor onderzoek naar nucleair aangedreven vliegtuigen.
- Tu-142 - Onderzeebootbestrijdings- en maritiem patrouillevliegtuig.
- Tu-142LL - Vliegend laboratorium.
- Bear A - Basisversie langeafstandsbommenwerper, dit is de enige versie zonder mogelijkheid tot bijtanken in de lucht.
- Bear B - Aangepaste versie van de Bear A, speciaal om de 15 m lange en 12 ton zware AS-3 Kangaroo bom te vervoeren.
- Bear C - Aangepaste versie van de Bear A met nieuwe navigatie en verkenningsapparatuur. Later zijn deze toestellen omgebouwd tot Bear G.
- Bear D - Aangepaste versie van de Bear A voor Elektronische oorlogvoering.
- Bear E - Fotoverkenningstoestel.
- Bear F - Maritiem verkenningstoestel en vliegtuig voor onderzeebootbestrijding, na verdere modificaties is dit toestel beter bekend geworden als Toepolev Tu-142.
- Bear G - Aangepaste versie van de Bear A voor het vervoer van de AS-4 Kitchen bom. Een aantal van deze toestellen vliegen nog voor de Russische luchtmacht.
- Bear H - Versie van de Bear G gebouwd op het frame van de Tu-142. Tevens gebruikt als lanceerplatform voor kruisvluchtwapens voor lange afstand.
- Bear J - Variant om te kunnen communiceren met onderzeeboten. Dit toestel is na de Iljoesjin Il-80 Ruslands tweede vliegende commandopost.
- Bear T - Trainingstoestel.

Naast deze versies hebben er nog vele andere modificaties plaatsgevonden. Een bijzondere versie is de Tu-95V, dit toestel werd speciaal verbouwd om de Tsar Bomba te kunnen afwerpen.

## Gebruikers
- India
- Rusland
- Sovjet-Unie
- Oekraïne

Bommenwerpers: TB-1 · TB-3 · Tu-2 · Tu-4 · Tu-14 · Tu-16 · Tu-20 · Tu-22 · Tu-22M · Tu-26 · Tu-95 · Tu-126 · Tu-160

Gevechtsvliegtuigen: R-6 · Tu-28 · Tu-128  —  Verkenningsvliegtuigen: Tu-95 · Tu-142

Verkeersvliegtuigen: Tu-104 · Tu-114 · Tu-124 · Tu-134 · Tu-144 · Tu-154 · Tu-204 · Tu-214 · Tu-244 · Tu-334 · Tu-444

Overig/Experimenteel: ANT-1 · ANT-2 · ANT-4 · ANT-7 · ANT-16 · ANT-20 · ANT-58 · ANT-103 · Tu-70 · Tu-72 · Tu-75 · Tu-80 · Tu-85 · Tu-91 · Tu-96 · Tu-98 · Tu-102 · Tu-105 · Tu-107 · Tu-110 · Tu-116 · Tu-119 · Tu-125 · Tu-155 · Tu-156 · Tu-206 · Tu-216